# San Mateo Etlatongo
San Mateo Etlatongo es una localidad del estado mexicano de Oaxaca. Es cabecera del municipio de San Mateo Etlatongo.

## Demografía
| Censo | Población |
| ----- | --------- |
| 1900  | 956       |
| 1910  | 661       |
| 1921  | 580       |
| 1930  | 580       |
| 1940  | 696       |
| 1950  | 637       |
| 1960  | 651       |
| 1970  | 632       |
| 1980  | 562       |
| 1990  | 511       |
| 1995  | 432       |
| 2000  | 394       |
| 2005  | 387       |
| 2010  | 427       |
| 2020  | 463       |